# Церковь Святого Теодороса (Багаран)
Церковь Святого Теодороса (арм. Սուրբ Թեոդորոս եկեղեցի) — армянская церковь, построенная в 624— 631 годах князем Бутом Аравегяном и его женой Анной, располагавщаяся на правом берегу реки Ахурян в городе Багаран, исторической области Айрарат, современной провинции Карс Турции. Была взорвана в 1950-х годах.

## История
Церковь располагалась в городе Багаран — одной из столиц Армении. Город также известен своими церквями Св. Геворга и Св. Шушаник.
Церковь Святого Теодороса была одной из первых известных крестово-купольных храмов в восточном христианстве. По мнению Й. Стшиговского, А. Заряна и других, её архитектура повлияла на формирование подобных церквей в Византии и Западной Европе. У верхнего края стены располагается надпись, которая гласит, что церковь была основана в 624 году князем Бутом Аравегяном. К 634 году строительство было завершено его женой вдовой Анной.
Церковь была значительно повреждена в 1048 году нашествием турок-сельджуков и восстановлена в 1211 году. В 1950-е годы была взорвана.

## Устройство церкви
Церковь имеет архитектурный тип квадрифолия с широким квадратом наоса и узкими экседрами. В центре на 4 квадратных в сечении опорах возвышается купол, высотой 5,45 м. Подкупольный квадрат соединяется с арками и сводами стен наоса, в результате чего формируется идеальное центричное крестово-купольное пространство. Благодаря наличию множества окон, церковь имеет хорошее освящение. Внутри стены были оштукатурены, однако следов росписи не осталось уже в XIX веке.  Своей композицией напоминает Эчмиадзинский храм.